# Euphorbia garberi
Euphorbia garberi es una especie fanerógama perteneciente a la familia de las euforbiáceas.  Es originaria de Florida.

## Taxonomía
Euphorbia garberi fue descrita por Engelm. ex Chapm. y publicado en Flora of the Southern United States (ed. 2) 646. 1883.
Etimología
Euphorbia: nombre genérico que deriva del médico griego del rey Juba II de Mauritania (52 a 50 a. C. - 23), Euphorbus, en su honor – o en alusión a su gran vientre –  ya que usaba médicamente Euphorbia resinifera. En 1753 Carlos Linneo asignó el nombre a todo el género.
garberi: epíteto otorgado  en honor del descubridor de la especie, Abraham Pascal Garber (1838-1881), quién recolectó plantas en los Estados Unidos y Cuba.
Sinonimia
- Chamaesyce adicioides Small
- Chamaesyce brachypoda Small
- Chamaesyce garberi (Engelm. ex Chapm.) Small
- Chamaesyce mosieri Small[6][1]